# Waringinjaya (Kedungwaringin)
Waringinjaya is een bestuurslaag in het regentschap Bekasi van de provincie West-Java, Indonesië. Waringinjaya telt 7845 inwoners (volkstelling 2010).